# Medinipur (Division)
Die Division Medinipur ist eine Division im indischen Bundesstaat Westbengalen. Sie entstand 2016 aus Teilen der bisherigen Division Bardhaman.

## Distrikte
Die Division Medinipur besteht aus fünf Distrikten:
| Distrikt            | Hauptstadt | Fläche (km²) | Einwohner (Stand: 2011) | Bev.-Dichte (Ew./km²) |
| ------------------- | ---------- | ------------ | ----------------------- | --------------------- |
| Bankura             | Bankura    | 6.882        | 3.596.674               | 0.523                 |
| Jhargram (Distrikt) | Jhargram   | 3.024        | 1.136.548               | 0.376                 |
| Paschim Medinipur   | Medinipur  | 6.308        | 4.776.909               | 0.636                 |
| Purba Medinipur     | Tamluk     | 4.736        | 5.095.875               | 1.076                 |
| Purulia             | Purulia    | 6.259        | 2.930.115               | 0.468                 |